# 赞代克
52°28′N 4°48′E / 52.467°N 4.800°E
赞代克是荷兰北荷兰省的一个城镇，位於阿姆斯特丹西北方11公里。1974年以前是独立城市，之后成为赞斯塔德的一部分。